# Pipistrellus nathusii
Il pipistrello di Nathusius (Pipistrellus nathusii  Keyserling & Blasius, 1839) è un pipistrello della famiglia dei Vespertilionidi diffuso in Europa.

## Descrizione

### Dimensioni
Pipistrello di piccole dimensioni, con la lunghezza della testa e del corpo tra 39 e 58 mm, la lunghezza dell'avambraccio tra 32 e 37 mm, la lunghezza della coda tra 30 e 48 mm, la lunghezza delle orecchie tra 10 e 14 mm e un peso fino a 15 g.

### Aspetto
La pelliccia è relativamente lunga e densa. Le parti dorsali variano dal marrone chiaro al marrone scuro con la base dei peli più scura, mentre le parti ventrali sono più chiare e grigiastre. Il muso è largo, con due masse ghiandolari sui lati. Gli occhi sono piccoli. Le orecchie sono corte, larghe, triangolari, con l'estremità arrotondata e con quattro pieghe sulla superficie interna del padiglione auricolare. Il trago è largo, con l'estremità leggermente curvata in avanti, arrotondata e con un lobo alla base posteriore. Le membrane alari sono scure, con il bordo posteriore leggermente marcato di bianco-giallastro, particolarmente tra le zampe e il quinto dito e attaccate posteriormente alla base dell'alluce. La coda è lunga ed inclusa completamente nell'ampio uropatagio, il quale è ricoperto di peli alla base. Il calcar è lungo e provvisto di una carenatura con un piccolo sperone al centro. Il pene è robusto, bulboso, con un solco centrale e cosparso di corti peli rigidi.

### Ecolocazione
Emette ultrasuoni a basso ciclo di lavoro sotto forma di impulsi di durata intermedia a frequenza modulata iniziale di 90 kHz e finale di 37 kHz.

## Biologia

### Comportamento
In estate si rifugia nelle cavità degli alberi, nelle bat-boxes e negli edifici, dove forma vivai di oltre un centinaio di femmine, mentre i maschi tendono ad essere solitari. In inverno entra in ibernazione nelle cavità degli alberi, fessure rocciose e talvolta all'interno di edifici. Effettua migrazioni fino a 1.905 km verso la parte più meridionale del suo areale per svernare. Tra luglio e metà settembre i maschi stabiliscono un territorio dove costituiscono un harem formato da 3-10 femmine pronte all'accoppiamento e il quale è difeso dagli altri maschi. L'attività predatoria inizia il tardo pomeriggio, circa 50 minuti dopo il tramonto, talvolta anche prima nelle femmine che allattano. Il volo è rapido, manovrato, relativamente regolare ed effettuato a 4-15 metri dal suolo.

### Alimentazione
Si nutre di insetti, particolarmente chironomidi, lepidotteri, tricotteri, coleotteri, emitteri catturati in volo sopra radure, lungo i margini forestali , lungo i corsi d'acqua e intorno ai lampioni.

### Riproduzione
Danno alla luce due piccoli alla volta tra giugno e luglio. Gli accoppiamenti avvengono in tarda estate e in autunno. I nascituri sono in grado di volare dopo un mese di età. Le femmine diventano mature sessualmente ad un anno di vita. L'aspettativa di vita è di circa 7 anni.

## Distribuzione e habitat
Questa specie è diffusa in Europa fino al Mar Caspio e al Caucaso. È presente nella Spagna settentrionale ed in alcune zone centrali, Francia, Corsica, Belgio, Paesi Bassi, Lussemburgo, Gran Bretagna, Isole Shetland, Irlanda orientale, Svizzera, Italia, Sicilia, Sardegna, Austria, Germania, Danimarca orientale, Polonia, Repubblica Ceca, Slovacchia, Ungheria, Slovenia, Bosnia ed Erzegovina, Croazia, Montenegro, Macedonia, Serbia, Albania, Grecia settentrionale e centrale, Bulgaria, Romania, Ucraina, Bielorussia, Lituania, Lettonia, Estonia, Norvegia sud-occidentale, Svezia sud-orientale, Finlandia meridionale, Turchia europea, Armenia, Azerbaigian, Georgia, Russia occidentale e sud-occidentale e Kazakistan nord-occidentale.
Vive nelle foreste, boschi decidui e di conifere, nei parchi cittadini fino a 2.000 metri di altitudine.

## Conservazione
La IUCN Red List, considerato il vasto areale e l'abbondanza, classifica P.nathusii come specie a rischio minimo (Least Concern)).